# Bobsleeën op de Olympische Winterspelen 1992
BobsleeënBobsleeën is een van de sporten die beoefend werden tijdens de Olympische Winterspelen 1992 in Albertville, Frankrijk. 

## Heren

### 2-mansbob
| rang   | sporter(s)                             | land     | tijd    |
| ------ | -------------------------------------- | -------- | ------- |
| Goud   | Gustav Weder Donat Acklin              | SUI - I  | 4:03.26 |
| Zilver | Rudi Lochner Markus Zimmermann         | GER - I  | 4:03.55 |
| Brons  | Christoph Langen Hans Eger             | GER - II | 4:03.63 |
| 4      | Ingo Appelt Thomas Schroll             | AUT - II | 4:03.67 |
| 5      | Günther Huber Stefano Ticci            | ITA - I  | 4:03.72 |
| 6      | Mark Tout Lennox Paul                  | GBR - I  | 4:03.87 |
| 7      | Brian Shimer Herschel Walker           | USA - I  | 4:03.95 |
| 8      | Gerhard Rainer Thomas Bachler          | AUT - I  | 4:04.00 |
|        |                                        |          |         |
| 37     | Bart Carpentier Alting Dudley den Dulk | AHO - I  | 4:13.09 |

### 4-mansbob
| rang   | sporter(s)                                                           | land     | tijd    |
| ------ | -------------------------------------------------------------------- | -------- | ------- |
| Goud   | Ingo Appelt Harald Winkler Gerhard Haidacher Thomas Schroll          | AUT - I  | 3:53.90 |
| Zilver | Wolfgang Hoppe Bogdan Musiol Axel Kühn René Hannemann                | GER - I  | 3:53.92 |
| Brons  | Gustav Weder Donat Acklin Lorenz Schindelholz Curdin Morell          | SUI - I  | 3:54.13 |
| 4      | Christopher Lori Kenneth LeBlanc Cleve Langford David MacEachern     | CAN - I  | 3:54.24 |
| 5      | Christian Meili Bruno Gerber Christian Reich Gerold Löffler          | SUI - II | 3:54.38 |
| 6      | Harald Czudaj Tino Bonk Axel Jang Alexander Szelig                   | GER - II | 3:54.42 |
| 7      | Mark Tout George Farrell Paul Field Lennox Paul                      | GBR - I  | 3:54.89 |
| 8      | Christophe Flacher Claude Dasse Thierry Tribondeau Gabriel Fourmigue | FRA - I  | 3:54.91 |

## Medaillespiegel
| rang | land        | goud | zilver | brons | totaal |
| ---- | ----------- | ---- | ------ | ----- | ------ |
| 1    | Zwitserland | 1    | 0      | 1     | 2      |
| 2    | Oostenrijk  | 1    | 0      | 0     | 1      |
| 3    | Duitsland   | 0    | 2      | 1     | 3      |
|      |             | 2    | 2      | 2     | 6      |